# Anopheles vagus
Anopheles vagus este o specie de țânțari din genul Anopheles, descrisă de Doentiz în anul 1902. Conform Catalogue of Life specia Anopheles vagus nu are subspecii cunoscute.